# Andrus Ansip
Andrus Ansip (phát âm tiếng Phần Lan: [ˈɑndrus ˈɑnʲsʲip];sinh ngày 1 tháng 10 năm 1956) là chính khách người Estonia. Ông từng là thủ tướng Chính phủ của Estonia nhiệm kỳ từ năm 2005 đến năm 2014, và từng là chủ tịch Đảng Cải cách Estonia thị trường tự do của Estonia (tiếng Estonia: Reformierakond).

## Thời trẻ
Sinh ra tại Tartu, Ansip tốt nghiệp Đại học Tartu ngành hóa học năm 1979. Ông làm kỹ sư tại Đại học Nhà nước Tartu giai đoạn 1979-1983 (với một thời gian tạm dừng để thực hiện nghĩa vụ quân sự bắt buộc). Ông là một người hướng dẫn trong Sở Công nghiệp và là trưởng Ban tổ chức của Đảng ủy Đảng cộng sản Estonia trong quận Tartu từ 1986-1988. Ansip đã tham gia trong lĩnh vực ngân hàng và một số liên doanh đầu tư. Ông đã là một thành viên của Ban Giám đốc Ngân hàng Nhân dân Tartu (tiếng Estonia: Rahvapank), Chủ tịch Hội đồng quản trị của đơn vị tư nhân Livonia IF, Giám đốc điều hành của Quỹ đầu tư môi giới (tiếng Estonia: Fondiinvesteeringu Maakler AS). Ông cũng đã giữ chức Chủ tịch hội đồng quản trị cho Radio Tartu.

## Thị trưởng của Tartu
Năm 1998, Ansip đã được bầu làm Thị trưởng thành phố Tartu là một ứng cử viên của Reformierakond ôn hòa cánh hữu (Đảng cải cách), một vị trí mà ông nắm giữ cho đến năm 2004, và được dân chúng sự ca ngợi và xếp hạng rất cao trong các cuộc thăm dò dư luận dân chúng. Ông đã chạy trong các cuộc bầu cử trước đây vào Riigikogu, Quốc hội Estonia, nhưng đã luôn luôn phải từ bỏ chức dân biểu của mình để duy trì ghế thị trưởng. Người kế vị chức thị trưởng của ông là một đảng viên Đảng Cải cách Laine Jänes.